# Ліза Шеттнер
Елізабет Шеттнер [ɪˈlɪzəbəθ ʃˈetnə], відома як Ліза Шеттнер або Ліз Шеттнер — французька співачка-піснярка, продюсерка, музикантка і режисерка музичних відео, яка здобула популярність завдяки публікації оригінальних пісень та каверів у своєму обліковому записі YouTube.
Еколог і правозахисник, вона відома своєю активністю у своїх піснях, таких як «Wild», «Hands Off Ukraine», «Bayraktar [Mashup Edition]» і «Out of Touch». Більшість інших його пісень — романтичні, народні, середньовічні та кельтські балади.
Її пісня «Байрактар [Mashup Edition]» була створена у співпраці з українським полковником i автором Тарасом Боровком на знак протесту проти російського вторгнення в Україну. Трек став хітом після виходу 7 квітня 2022 року. Великі газети, такі як The Telegraph і La Dépêche, підхопили цю історію, а пісню також поширили на офіційній сторінці Верховної Ради України в Telegram. Сингл увійшов в український хіт-парад і крутився на українських радіостанціях. «Bayraktar [Mashup Edition]» згадується в книзі Тяши Мохар та Віктора Кеннеді «Слова, музика та пропаганда», опублікованій у 2023 році. Ця пісня також є темою статті «Not Your Ordinary Drone: Odes to Bayraktar in the Russo-Ukrainian War», опублікованої у 2024 році Cambridge University Press.
Грузинська письменниця Тамуна Церцвадзе згадує музику Лізи в кількох своїх романах. У своїй книзі «Gift of the Fox» назвала одну з головних героїнь Ліз Шеттнер, на честь Елізабети. Після цього Елізабет Шеттнер написала «Edmund's Lullaby», як саундтрек до роману Церцвадзе «The Zodiac Circle».
Пісні Елізабет Шеттнер Up High і Great Expectations увійшли до Топ-20 ірландського та кельтського музичного подкасту Irish and Celtic Music.. Крім того, «Up High» отримав спеціальну нагороду на конкурсі Texas Scot Talent у 2017 році. Композиція Елізабет «Baby Beauty» набула всесвітньої популярності в Tiktok, має тисячі слухачів у соціальних мережах і звучить на домашніх вечірках з нагоди майбутнього народження.

## Ранні роки життя і освіта
У дитинстві та підлітковому віці Елізабет Шеттнер проходила приватне навчання у професійних музикантів і художників, таких як, серед інших, рок-співак і гітарист Ed Sadler , піаністка Hilary Carrington, диригент Simon Carrington, тренер акторської майстерності Carole Tarlington і кіноактор Cameron Bancroft. Акторська підготовка Елізабет продовжилася в The Lir Academy і Rose Bruford College. Танцювальна майстерність Лізи Шеттнер, спочатку орієнтована на балет, ліричний танець і джаз, поглибилася під впливом хіп-хоп танцівниці Теya Wild (фіналістки So You Think You Can Dance Canada, 4 сезон) і віденської школи бальних танців Elmayer.
У 2017 році, після здачі вступних іспитів, Ліза Шеттнер була прийнята на навчання в Berklee College of Music у Бостоні, США.

## Дискографія

### Альбоми
| Назва   | Деталі альбому                                                                              |
| ------- | ------------------------------------------------------------------------------------------- |
| Up High | - Випущено: 23 липня 2016 року - Етикетка: самовипущена - Формати: CD, цифрове завантаження |

### Сингли

#### Як провідний художник
| Назва                                                   | Рік      | Альбом            |
| ------------------------------------------------------- | -------- | ----------------- |
| Up High                                                 | 2016 рік | Up High           |
| Strike You Out                                          | 2016 рік | Up High           |
| Inside The Dew (Acoustic Version)                       | 2016 рік | Up High           |
| Inside The Dew                                          | 2017 рік | Неальбомні сингли |
| SPY                                                     | 2017 рік | Неальбомні сингли |
| Wild (feat. Ed Sadler)                                  | 2017 рік | Неальбомні сингли |
| All Good People                                         | 2018 рік | Неальбомні сингли |
| Best Mistake (feat. гармоніст Andreas Baltes)           | 2018 рік | Неальбомні сингли |
| Winter Holidays                                         | 2018 рік | Неальбомні сингли |
| Edmund's Lullaby                                        | 2019 рік | Неальбомні сингли |
| Baby-Beauty (Baby Shower Song)                          | 2019 рік | Неальбомні сингли |
| Amor Latino                                             | 2019 рік | Неальбомні сингли |
| Great Expectations                                      | 2020 рік | Неальбомні сингли |
| Don't Need                                              | 2020 рік | Неальбомні сингли |
| Strawberry Garden                                       | 2021 рік | Неальбомні сингли |
| Cinnamon                                                | 2021 рік | Неальбомні сингли |
| Thunderheart                                            | 2021 рік | Неальбомні сингли |
| Cinnamon (but London is depressing)                     | 2021 рік | Неальбомні сингли |
| Scarlet Letter                                          | 2021 рік | Неальбомні сингли |
| Baby, There's Covid Outside                             | 2021 рік | Неальбомні сингли |
| Frostbite                                               | 2022 рік | Неальбомні сингли |
| Burn, Butcher, Burn (The Witcher (TV series))           | 2022 рік | Неальбомні сингли |
| Hands Off Ukraine (feat. D-Toc)                         | 2022 рік | Неальбомні сингли |
| BAYRAKTAR (Mashup Edition) (feat. Тарас Боровок)        | 2022 рік | Неальбомні сингли |
| BAYRAKTAR (French Mashup Edition) (feat. Тарас Боровок) | 2022 рік | Неальбомні сингли |
| Out Of Touch (feat. Тарас Боровок)                      | 2023 рік | Неальбомні сингли |
| Christmas Mouse                                         | 2023 рік | Неальбомні сингли |

#### Як артист виступає в інших композиціях
| Назва                                                                      | Рік      | Альбом                        |
| -------------------------------------------------------------------------- | -------- | ----------------------------- |
| Wild Night (featuring Lisa Schettner)                                      | 2020 рік | Неальбомний сингл             |
| Until The End (English Duet Edition) (featuring Lisa Schettner)            | 2021 рік | Until The End (Duet Editions) |
| Until The End (French Duet Edition) (featuring Lisa Schettner)             | 2021 рік | Until The End (Duet Editions) |
| Frostbite (версія TakeHeart) (версія TakeHeart) (featuring Lisa Schettner) | 2022 рік | Неальбомний сингл             |

## Додаткові нотатки
Елізабет є учасником програми художників Шубба, сім'ї художників Shubb. Граючи на гітарі, вона використовує виключно Shubb capos.
Ален де Боттон, британський філософ і письменник, сказав про музику Лізи Шеттнер: «Який у вас природний талант! Я глибоко зворушений – і мені особливо подобається ваша пісня Strike You Out».